# 真紅の扇
『真紅の扇』（しんくのおうぎ、The Sanguine Fan）作品81は、エドワード・エルガーが1917年に作曲したバレエ音楽。戦時中の慈善事業のために資金を調達すべく作曲された楽曲群の中の1曲にあたり、作曲者と親しく交際していたアリス・ステュアート＝ウォートリー婦人の依頼によって書かれている。

## 概要
このバレエの主題は画家のチャールズ・コンダーが扇に真紅で描いたパンとエコーに霊感を得たものである。ただし、表題自体は主題に対して付けられている。初演は1917年3月20日に『Chelsea on Tiptoe』という軽喜劇の一部として、ロンドンのチェルシー・パレス・シアターにおいて作曲者自身の指揮で行われた。その後、新たに「シェパードの踊り」が追加され、5月の慈善公演で再演された際に初披露されている。バレエの脚本を書いたのはアイナ・ロウサーであり、大意は以下の通りである。
森の中に男女とエコー、パンがおり、エロスの彫像がある。男女は恋仲となるが、一時口論となって離れ離れとなる。エコーの悪戯によって激昂したパンにより、男はエロスへ救済を求めるもむなしく焼き殺されてしまう。戻ってきた女は男の無残な姿を見て嘆き悲しむが、森の中にエコーを引き込んだパンがその様子を一瞥し、笑い飛ばす。
この作品は聴衆から絶大な支持を得たというわけではなかったが、1960年代に指揮者のエイドリアン・ボールトによって再発見され、1973年に蘇演された。その後、1978年6月24日にロンドン・コロシアムで行われたロンドン・フェスティバル・バレエでの彼の最終公演でも演目にのぼっている。
バレエ音楽からの抜粋として「エコーの踊り」が1917年にElkin社から出版されている。